# Eumecurus ocellata
Eumecurus ocellata är en insektsart som först beskrevs av Van Stalle 1987.  Eumecurus ocellata ingår i släktet Eumecurus och familjen kilstritar.
Artens utbredningsområde är Egypten. Inga underarter finns listade i Catalogue of Life.